# Rue de la Banque
Ne doit pas être confondu avec rue du Banquier.
La rue de la Banque est une voie du 2e arrondissement de Paris.

## Situation et accès
Longue de 280 mètres, elle commence au 2, rue des Petits-Champs et se termine au 5, place de la Bourse.
Le quartier est desservi par la ligne 3 à la station Bourse.

## Origine du nom
Cette voie doit son nom à la Banque de France, devant laquelle elle commence.

## Historique

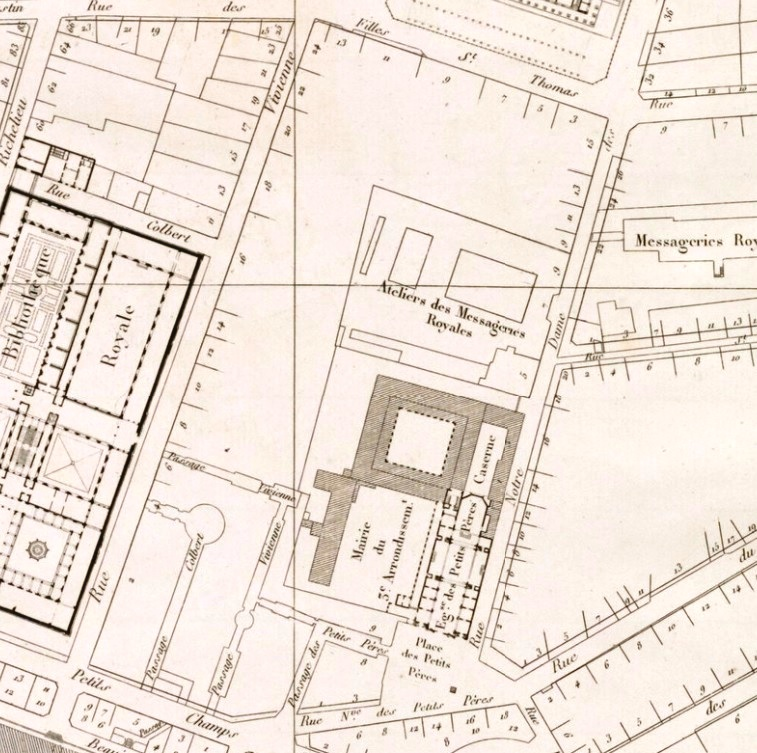
État de l'îlot avant le percement de la rue de la Banque, sur l'atlas de Jacoubet, vers 1830.

La rue est ouverte en deux temps.

### Section au sud du passage des Petits-Pères
Les lettres patentes du 13 décembre 1777 prévoit l'ouverture d'une rue entre la place des Petits-Pères et la rue des Petits-Champs sur l'emplacement de l'hôtel de la Ferrière, appartenant à Mathias Pasquier. Cette rue formant un coude est ouverte en 1779 sous le nom de passage des Petits-Pères.

### Section au nord du passage des Petits-Pères
Par ordonnance royale du 8 décembre 1844, les terrains domaniaux dits des Petits-Pères (ancien couvent des Augustins-Déchaussés) et ceux appartenant aux Messageries royales sont percés de deux rues :
- l'une reliant la partie sud du passage des Petits-Pères à la place de la Bourse ;
- l'autre reliant cette nouvelle rue à la rue Saint-Pierre-Montmartre (partie de la rue Paul-Lelong située à l'est de la rue Notre-Dame des Victoires).

La première de ces voies a pris le nom de « rue de la Banque » et la seconde a reçu la dénomination de « rue Paul-Lelong ».
Un arrêté préfectoral du 30 mars 1847 rattache à la rue de la Banque la section sud du passage des Petits-Frères.
Le 11 octobre 1914, durant la Première Guerre mondiale, le no 14 rue de la Banque est bombardé par un raid effectué par des avions allemands.

## Bâtiments remarquables et lieux de mémoire
- Au no 1 se trouvent les caves Legrand.
- Au no 3 se trouve l'hôtel de Normandie, au-dessus de la porte duquel le tailleur de pierre n'a pu achever qu'en 1919 son travail interrompu en 1914. Il s'agit d'un des témoignages les plus représentatifs des effets de la guerre.
- Au no 4 se trouve le consulat général de Roumanie dans les années 1900[2].
- Au no 5 de la rue se trouve une plaque commémorative du lieu de décès de Louis-Antoine de Bougainville.
- Au no 8 de la rue se trouve la mairie du 2e arrondissement de Paris. Le 16 novembre 1943, la Gestapo y arrêta, sur dénonciation, Jacques Bidaut, secrétaire général de la mairie. Il meurt au camp de Neuengamme, le 4 décembre 1944.
- Nos 12, rue de la Banque et 3, rue Notre-Dame-des-Victoires : emplacement de la caserne des Petits-Pères également appelée « caserne de la Banque[3] ».
- Juste en face, des nos 9 à 13, se trouve l'ancien hôtel du Timbre et de l'Enregistrement, imposant bâtiment que l’on doit à l'architecte Victor Baltard, qui abrita jusqu'en 1974 la dernière grande activité industrielle du quartier.

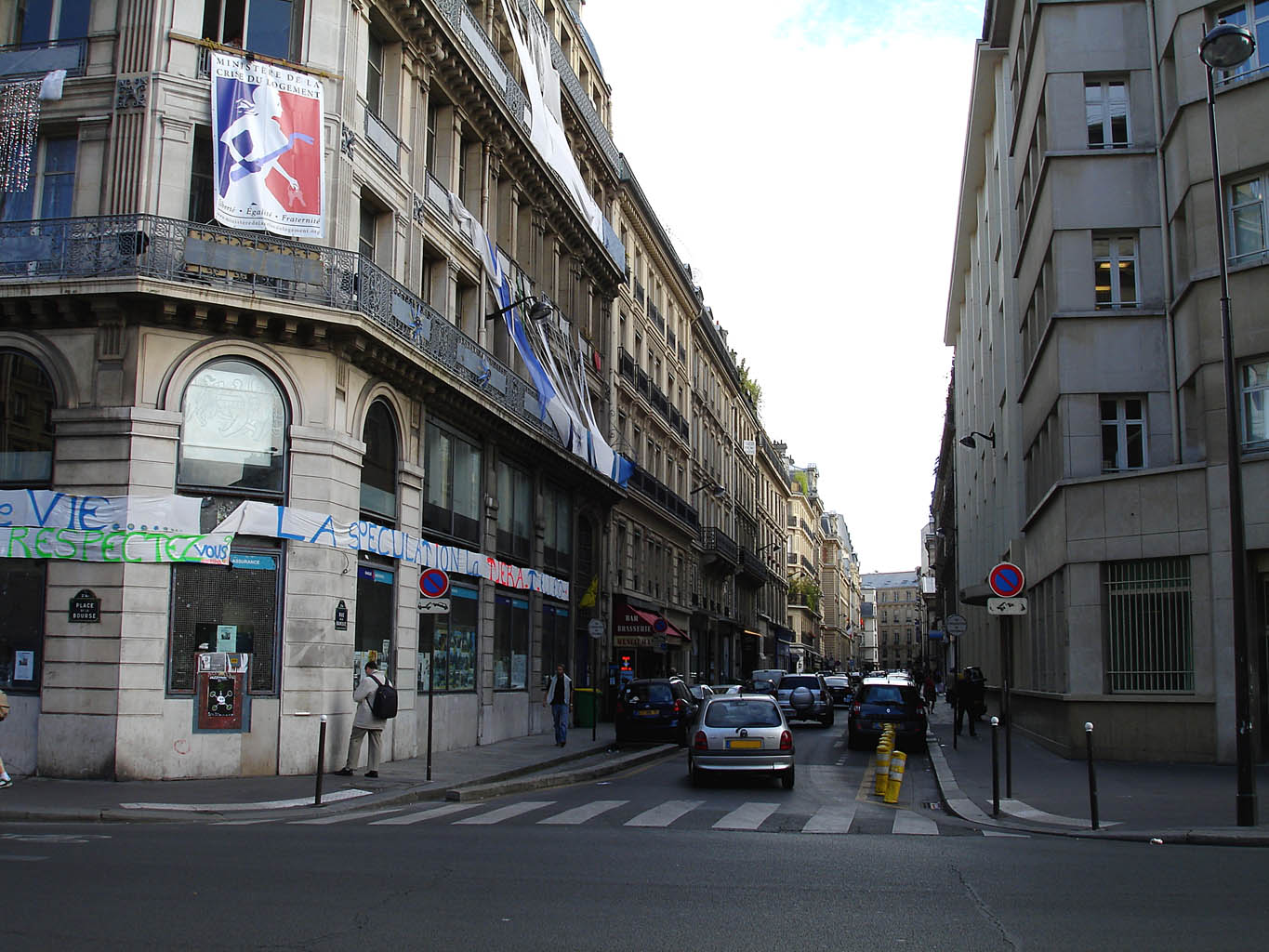
La rue de la Banque, côté place de la Bourse.
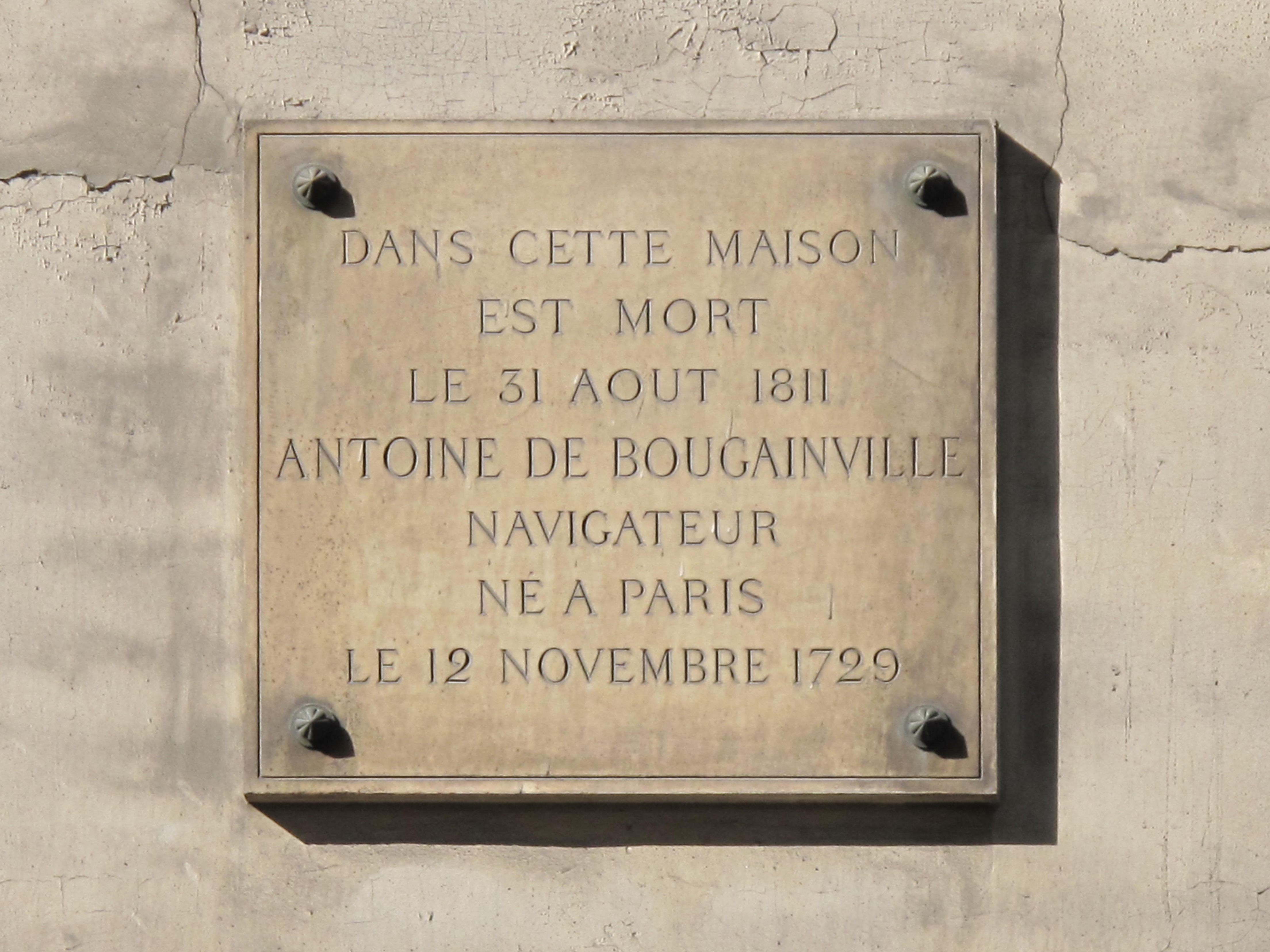
Plaque commémorative du décès de Louis-Antoine de Bougainville.
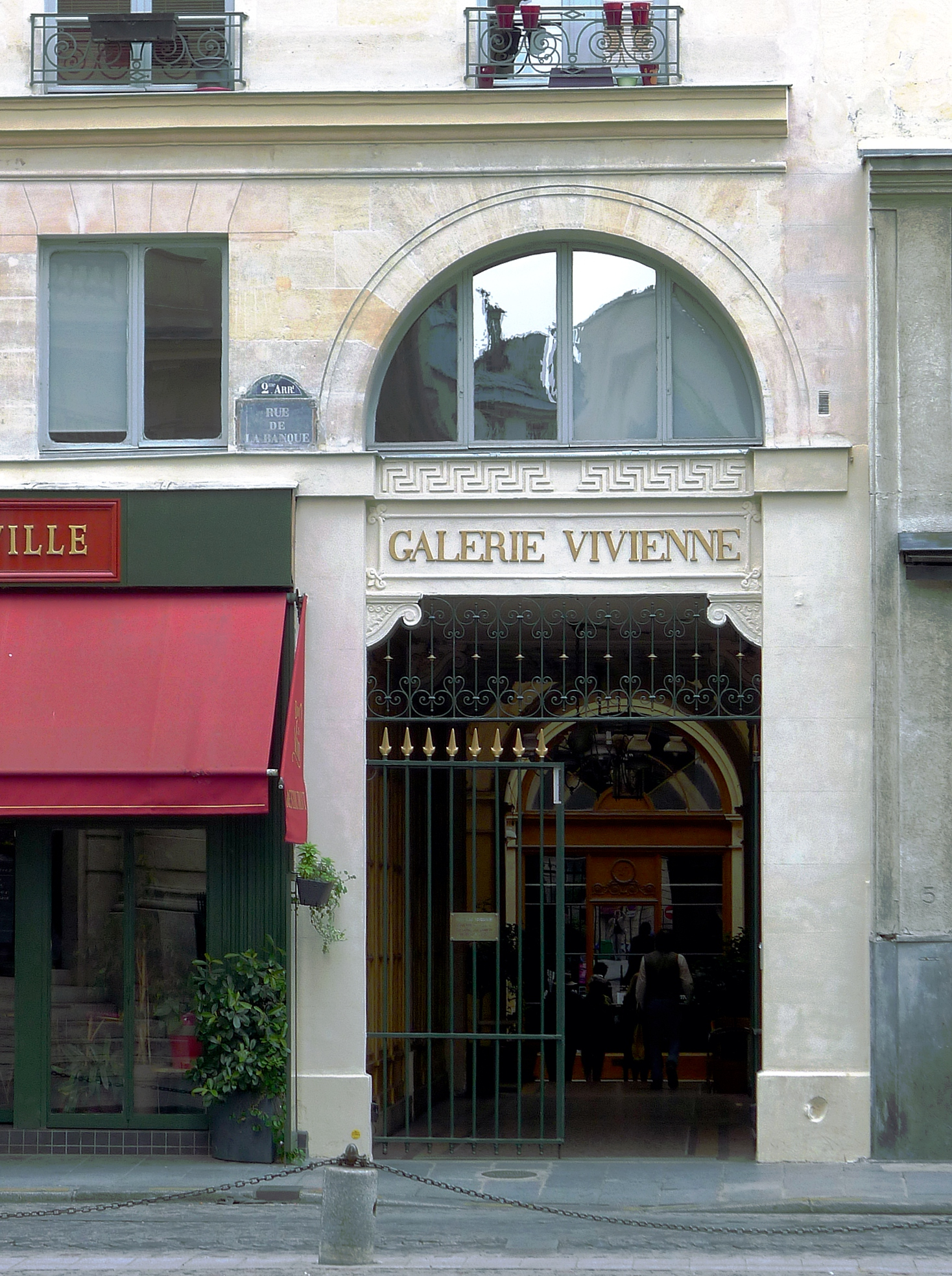
Entrée de la galerie Vivienne sise rue de la Banque.

## Pour approfondir